# Eolia (Misuri)
Eolia es una villa ubicada en el condado de Pike en el estado estadounidense de Misuri. En el Censo de 2010 tenía una población de 522 habitantes y una densidad poblacional de 164,26 personas por km².

## Geografía
Eolia se encuentra ubicada en las coordenadas 39°14′18″N 91°0′48″O / 39.23833, -91.01333. Según la Oficina del Censo de los Estados Unidos, Eolia tiene una superficie total de 3.18 km², de la cual 3.16 km² corresponden a tierra firme y (0.65%) 0.02 km² es agua.

## Demografía
Según el censo de 2010, había 522 personas residiendo en Eolia. La densidad de población era de 164,26 hab./km². De los 522 habitantes, Eolia estaba compuesto por el 91% blancos, el 5.75% eran afroamericanos, el 0.77% eran amerindios, el 0% eran asiáticos, el 0% eran isleños del Pacífico, el 1.34% eran de otras razas y el 1.15% pertenecían a dos o más razas. Del total de la población el 2.87% eran hispanos o latinos de cualquier raza.